# Religião na Tunísia

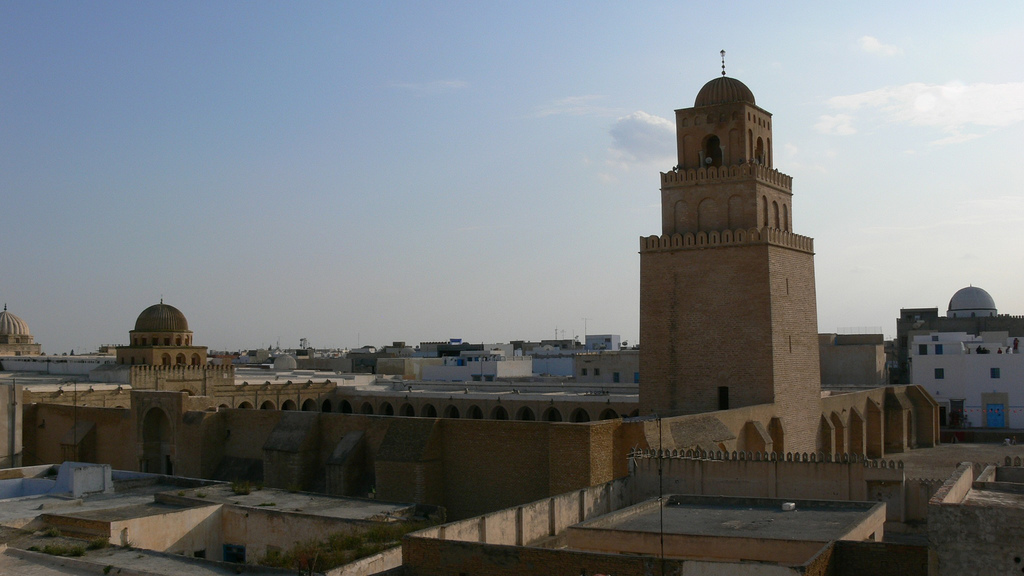
Mesquita em Kairouan, Tunísia.

O islão é de longe a religião dominante na Tunísia; 99% dos tunisinos são muçulmanos. Minorias religiosas incluem o cristianismo (25000 seguidores), o judaísmo (1500 seguidores), e a fé bahá'í (200 seguidores). A Constituição da Tunísia concede a liberdade de religião, desde que não perturbe a ordem pública; no entanto, o governo impõe algumas restrições sobre esse direito.

## Crença

### Islamismo
Noventa e nove por cento dos tunisinos são muçulmanos. A maior parte deles são sunitas pertencentes aos madhhab maliquitas, mas um pequeno número de ibadhi muçulmanos (carijitas) continuam a existir entre os berberes-falantes da ilha de Djerba. Existe uma pequena comunidade muçulmana indígena sufi; No entanto, não existem estatísticas relativas ao seu tamanho. Informações fidedignas referem que muitos sufis deixaram o país logo após a independência quando os seus terrenos e edifícios religiosos foram revertidos para o governo (o mesmo que as fundações Ortodoxas Islâmicas). Ainda que a comunidade sufi seja pequena, a sua tradição de misticismo permeia a prática do islão por todo o país. Existe uma pequena comunidade muçulmana indígena marabútica que pertence a irmandade espiritual conhecida como "Turuq".

### Cristianismo
A comunidade cristã, composta por residentes estrangeiros e um pequeno grupo de nativos de ascendência árabe ou europeia, numeram 25.000 fieis e se dispersa ao longo de todo o país. Existem 20.000 católicos, 500 dos quais pratica regularmente. A Igreja Católica Romana na Tunísia, que constitue a Arquidiocese de Tunis, opera 12 igrejas, 9 escolas, diversas bibliotecas, e 2 clínicas. Além das propriedades de serviços religiosos, a Igreja Católica abriu um mosteiro,  são organizadas atividades culturais e caritativas livremente, com trabalho realizado por todo o país. De acordo com os líderes da Igreja, existem 2,000 cristãos protestantes, incluindo algumas centenas de cidadãos que tenham se convertido ao cristianismo. A Igreja Ortodoxa Russa tem aproximadamente 100 membros praticantes e opera uma igreja em Tunis e outra em Bizerte. A Igreja Reformada Francesa mantém uma igreja em Tunis, com uma congregação de 140 membros principalmente estrangeiros. A Igreja Anglicana tem uma igreja em Tunis predominantemente estrangeira com várias centenas de membros. Existem 50 Adventistas do Sétimo Dia. Os 30 membros da Igreja Ortodoxa Grega que mantêm 3 igrejas (em Tunis, Sousse, e Djerba). Existem também 50 Testemunhas de Jeová, dos quais metade são estrangeiros residentes e metade são nativos. Ocasionalmente, grupos religiosos católicos e protestantes realizam serviços em residências privadas ou outros lugares. .

### Outras religiões
- Ver também:História dos judeus na Tunísia

O judaísmo é a terceira maior religião do país com 1500 membros. Um terço da população judaica vive na capital e em torno, e é predominantemente descendentes de imigrantes italianos e espanhóis. O restante vive na ilha de Djerba, onde a comunidade judaica remonta 2500 anos.
Existem 200 Baha'is no país, e sua presença remonta um século.

## Liberdade de religião
A Constituição da Tunísia concede a liberdade de religião, a menos que não perturbe a ordem pública; no entanto, o governo impõe algumas restrições sobre esse direito. A constituição declara a determinação do país a aderir aos ensinamentos do islão e estipula que o islão é a religião oficial do Estado e que o Presidente deve ser muçulmano. O Governo não permite a criação de partidos políticos na base de religião e proíbe os esforços no sentido de proselitismos muçulmanos. Ele restringe o uso do lenço islâmico (hijab) nos gabinetes governamentais, e desencoraja as mulheres de usarem o hijab em via pública e em certas reuniões públicas.Embora mudança de religiões ser legal, existe uma grande pressão da sociedade contra a conversão de muçulmanos a outras religiões.  Aos muçulmanos convertidos a uma outra fé, é muitas vezes negado o direito de votar, obter um passaporte, servir no exército, sendo muitas vezes socialmente discriminados.
O governo permite a um pequeno número de estrangeiros religiosos caridosos organizações não governamentais (ONGs) para operar e prestar serviços sociais.